# Sidon (district)
Sidon is een district in het gouvernement Zuid in Libanon. De hoofdstad is de gelijknamige stad Sidon.
Sidon heeft een oppervlakte van 275 vierkante kilometer en een bevolkingsaantal van 207.500.